# 北海道第9区
北海道第9区（ほっかいどうだい9く）は、日本の衆議院総選挙における選挙区。1994年（平成6年）の公職選挙法改正で設置。

## 区域
2013年（平成25年）公職選挙法改正以降の区域は以下のとおりである。総面積は広島県に匹敵し、全国第6位の広さである。
- 室蘭市
- 苫小牧市
- 登別市
- 伊達市
- 北海道胆振総合振興局管内
- 北海道日高振興局管内

1994年（平成6年）公職選挙法改正から2013年の小選挙区改定までの区域は以下のとおりである。
- 室蘭市
- 苫小牧市
- 登別市
- 伊達市
- 胆振支庁管内
- 日高支庁管内

## 歴史
1996年に小選挙区制が実施されて以降、鳩山由紀夫が議席を占めていた。だが小選挙区制になって以降暫くは磐石とは言い難く、2000年の第42回衆議院議員総選挙では、鳩山は当時野党第一党の党首でありながら、自民党新人の岩倉博文に猛追を許し2,515票差での勝利となった（なお、全小選挙区300の中で最後に当確の出た区となった）。
その後も岩倉は第44回衆議院議員総選挙まで惜敗率80%台を維持して鳩山に食い下がる格好となった。その後、岩倉が苫小牧市長となり、迎えた2009年の第45回衆議院議員総選挙において、鳩山は小選挙区制が始まって以来初の得票数20万超えを果たし、それから間もなく北海道選出の国会議員として史上初となる内閣総理大臣に指名された。
2012年の第46回衆議院議員総選挙を前に鳩山は政界を引退。民主党は山岡賢次の息子で比例単独候補だった山岡達丸を擁立したが、自民党はリレハンメル五輪のスピードスケート男子500mで銅メダルを獲得した経験を持つ北海道議会議員の堀井学を擁立し、結果は堀井が当選して初めて自民党が議席を獲得。2014年の第47回衆議院議員総選挙でも再び堀井が議席を守り、2017年の第48回衆議院議員総選挙では山岡が希望の党へ移籍したが堀井が当選。山岡は比例復活し、北海道で唯一の希望の党の議席獲得となった。
2021年の第49回衆議院議員総選挙では当初、堀井と立憲民主党に移籍した山岡と日本共産党の候補者の3名による戦いだったが、衆議院解散直後に共産党側が山岡に野党候補を一本化するため撤退を表明。与野党候補の一騎打ちの戦いは、山岡が4度目の挑戦で堀井を下して小選挙区初当選を果たし、敗れた堀井は比例復活に回った。これによって鳩山引退以来9年ぶりに非自民の選挙区議席が復活した。
2024年の第50回衆議院議員総選挙を前に堀井は任期途中に自身の不祥事（公職選挙法違反）の引責で議員辞職。自民党はコンサルティング会社社長だった新人を擁立し、日本共産党も前回の野党候補一本化から一転して元洞爺湖町議を擁立したが、山岡が自民党新人の復活当選を許さずに小選挙区再選を果たした。

## 小選挙区選出議員
| 選挙名                 | 年                 | 当選者     | 党派       |
| ---------------------- | ------------------ | ---------- | ---------- |
| 第41回衆議院議員総選挙 | 1996年（平成8年）  | 鳩山由紀夫 | 旧民主党   |
| 第42回衆議院議員総選挙 | 2000年（平成12年） | 鳩山由紀夫 | 民主党     |
| 第43回衆議院議員総選挙 | 2003年（平成15年） | 鳩山由紀夫 | 民主党     |
| 第44回衆議院議員総選挙 | 2005年（平成17年） | 鳩山由紀夫 | 民主党     |
| 第45回衆議院議員総選挙 | 2009年（平成21年） | 鳩山由紀夫 | 民主党     |
| 第46回衆議院議員総選挙 | 2012年（平成24年） | 堀井学     | 自由民主党 |
| 第47回衆議院議員総選挙 | 2014年（平成26年） | 堀井学     | 自由民主党 |
| 第48回衆議院議員総選挙 | 2017年（平成29年） | 堀井学     | 自由民主党 |
| 第49回衆議院議員総選挙 | 2021年（令和3年）  | 山岡達丸   | 立憲民主党 |
| 第50回衆議院議員総選挙 | 2024年（令和6年）  | 山岡達丸   | 立憲民主党 |

## 選挙結果
時の内閣：第1次石破内閣 解散日：2024年10月9日 公示日：2024年10月15日
当日有権者数：36万6294人 最終投票率：53.35%（前回比：5.57%） （全国投票率：53.85%（2.08%））
| 当落 | 候補者名 | 年齢 | 所属党派   | 新旧 | 得票数    | 得票率 | 惜敗率 | 推薦・支持               | 重複 |
| ---- | -------- | ---- | ---------- | ---- | --------- | ------ | ------ | ------------------------ | ---- |
| 当   | 山岡達丸 | 45   | 立憲民主党 | 前   | 106,007票 | 56.12% | ――     | 社会民主党北海道連合支持 | ○    |
|      | 松下英樹 | 34   | 自由民主党 | 新   | 62,328票  | 33.00% | 58.80% | 公明党推薦               | ○    |
|      | 立野広志 | 67   | 日本共産党 | 新   | 20,557票  | 10.88% | 19.39% |                          |      |

時の内閣：第1次岸田内閣 解散日：2021年10月14日 公示日：2021年10月19日
当日有権者数：38万1776人 最終投票率：58.92%（前回比：1.04%） （全国投票率：55.93%（2.25%））
| 当落 | 候補者名 | 年齢 | 所属党派   | 新旧 | 得票数    | 得票率 | 惜敗率 | 推薦・支持               | 重複 |
| ---- | -------- | ---- | ---------- | ---- | --------- | ------ | ------ | ------------------------ | ---- |
| 当   | 山岡達丸 | 42   | 立憲民主党 | 前   | 113,512票 | 51.51% | ――     | 社会民主党北海道連合支持 | ○    |
| 比当 | 堀井学   | 49   | 自由民主党 | 前   | 106,842票 | 48.49% | 94.12% | 公明党推薦               | ○    |

時の内閣：第3次安倍第3次改造内閣 解散日：2017年9月28日 公示日：2017年10月10日
当日有権者数：39万8603人 最終投票率：59.96%（前回比：4.77%） （全国投票率：53.68%（1.02%））
| 当落 | 候補者名 | 年齢 | 所属党派   | 新旧 | 得票数    | 得票率 | 惜敗率 | 推薦・支持           | 重複 |
| ---- | -------- | ---- | ---------- | ---- | --------- | ------ | ------ | -------------------- | ---- |
| 当   | 堀井学   | 45   | 自由民主党 | 前   | 108,747票 | 46.75% | ――     | 公明党・新党大地推薦 | ○    |
| 比当 | 山岡達丸 | 38   | 希望の党   | 元   | 88,320票  | 37.97% | 81.22% |                      | ○    |
|      | 松橋千春 | 35   | 日本共産党 | 新   | 35,543票  | 15.28% | 32.68% |                      |      |

時の内閣：第2次安倍改造内閣 解散日：2014年11月21日 公示日：2014年12月2日
当日有権者数：40万657人 最終投票率：55.19%（前回比：2.24%） （全国投票率：52.66%（6.66%））
| 当落 | 候補者名 | 年齢 | 所属党派   | 新旧 | 得票数   | 得票率 | 惜敗率 | 推薦・支持 | 重複 |
| ---- | -------- | ---- | ---------- | ---- | -------- | ------ | ------ | ---------- | ---- |
| 当   | 堀井学   | 42   | 自由民主党 | 前   | 97,805票 | 45.73% | ――     | 公明党推薦 | ○    |
|      | 山岡達丸 | 35   | 民主党     | 元   | 86,252票 | 40.32% | 88.19% |            | ○    |
|      | 工藤良一 | 60   | 日本共産党 | 新   | 29,841票 | 13.95% | 30.51% |            |      |

時の内閣：野田第3次改造内閣 解散日：2012年11月16日 公示日：2012年12月4日 最終投票率：57.43% （全国投票率：59.32%（9.96%））
| 当落 | 候補者名 | 年齢 | 所属党派     | 新旧 | 得票数    | 得票率 | 惜敗率 | 推薦・支持   | 重複 |
| ---- | -------- | ---- | ------------ | ---- | --------- | ------ | ------ | ------------ | ---- |
| 当   | 堀井学   | 40   | 自由民主党   | 新   | 121,145票 | 55.19% | ――     | 公明党推薦   | ○    |
|      | 山岡達丸 | 33   | 民主党       | 前   | 61,616票  | 28.07% | 50.86% | 国民新党推薦 | ○    |
|      | 花井泰子 | 69   | 日本共産党   | 新   | 29,257票  | 13.33% | 24.15% |              |      |
|      | 島崎直美 | 53   | アイヌ民族党 | 新   | 7,495票   | 3.41%  | 6.19%  |              |      |

- 鳩山は引退のため不出馬。山岡は45回では比例北海道ブロック単独候補で当選。

時の内閣：麻生内閣 解散日：2009年7月21日 公示日：2009年8月18日 （全国投票率：69.28%（1.77%））
| 当落 | 候補者名   | 年齢 | 所属党派   | 新旧 | 得票数    | 得票率 | 惜敗率 | 推薦・支持 | 重複 |
| ---- | ---------- | ---- | ---------- | ---- | --------- | ------ | ------ | ---------- | ---- |
| 当   | 鳩山由紀夫 | 62   | 民主党     | 前   | 201,461票 | 66.36% | ――     |            |      |
|      | 川畑悟     | 38   | 自由民主党 | 新   | 79,116票  | 26.06% | 39.27% |            | ○    |
|      | 佐藤昭子   | 66   | 日本共産党 | 新   | 20,286票  | 6.68%  | 10.07% |            |      |
|      | 里村英一   | 49   | 幸福実現党 | 新   | 2,735票   | 0.90%  | 1.36%  |            |      |

- 川畑は2011年に道議会議員選挙（室蘭市選挙区）へ立候補し、当選。

時の内閣：第2次小泉改造内閣 解散日：2005年8月8日 公示日：2005年8月30日 （全国投票率：67.51%（7.65%））
| 当落 | 候補者名   | 年齢 | 所属党派   | 新旧 | 得票数    | 得票率 | 惜敗率 | 推薦・支持 | 重複 |
| ---- | ---------- | ---- | ---------- | ---- | --------- | ------ | ------ | ---------- | ---- |
| 当   | 鳩山由紀夫 | 58   | 民主党     | 前   | 150,050票 | 49.26% | ――     |            | ○    |
|      | 岩倉博文   | 55   | 自由民主党 | 元   | 131,130票 | 43.05% | 87.39% |            | ○    |
|      | 佐藤昭子   | 62   | 日本共産党 | 新   | 23,400票  | 7.68%  | 15.59% |            |      |

- 岩倉は2006年に苫小牧市長選挙に出馬し、当選。

時の内閣：第1次小泉第2次改造内閣 解散日：2003年10月10日 公示日：2003年10月28日 （全国投票率：59.86%（2.63%））
| 当落 | 候補者名   | 年齢 | 所属党派   | 新旧 | 得票数    | 得票率 | 惜敗率 | 推薦・支持 | 重複 |
| ---- | ---------- | ---- | ---------- | ---- | --------- | ------ | ------ | ---------- | ---- |
| 当   | 鳩山由紀夫 | 56   | 民主党     | 前   | 141,442票 | 50.02% | ――     |            | ○    |
|      | 岩倉博文   | 53   | 自由民主党 | 前   | 118,958票 | 42.07% | 84.10% |            | ○    |
|      | 谷本誠治   | 56   | 日本共産党 | 新   | 22,382票  | 7.91%  | 15.82% |            |      |

時の内閣：第1次森内閣 解散日：2000年6月2日 公示日：2000年6月13日 （全国投票率：62.49%（2.84%））
| 当落 | 候補者名   | 年齢 | 所属党派   | 新旧 | 得票数    | 得票率 | 惜敗率 | 推薦・支持 | 重複 |
| ---- | ---------- | ---- | ---------- | ---- | --------- | ------ | ------ | ---------- | ---- |
| 当   | 鳩山由紀夫 | 53   | 民主党     | 前   | 131,500票 | 45.45% | ――     |            | ○    |
| 比当 | 岩倉博文   | 50   | 自由民主党 | 新   | 128,975票 | 44.58% | 98.08% |            | ○    |
|      | 田沢裕一   | 34   | 日本共産党 | 新   | 28,840票  | 9.97%  | 21.93% |            |      |

時の内閣：第1次橋本内閣 解散日：1996年9月27日 公示日：1996年10月8日 （全国投票率：59.65%（8.11%））
| 当落 | 候補者名   | 年齢 | 所属党派   | 新旧 | 得票数    | 得票率 | 惜敗率 | 推薦・支持 | 重複 |
| ---- | ---------- | ---- | ---------- | ---- | --------- | ------ | ------ | ---------- | ---- |
| 当   | 鳩山由紀夫 | 49   | 民主党     | 前   | 131,936票 | 52.79% | ――     |            | ○    |
|      | 高橋辰夫   | 67   | 自由民主党 | 前   | 68,793票  | 27.53% | 52.14% |            | ○    |
|      | 紙智子     | 41   | 日本共産党 | 新   | 49,196票  | 19.68% | 37.29% |            | ○    |

- 紙は第42回は2区から立候補し、落選。